# Dangerous Night
Dangerous Night (lit. ‘Nit perillosa’) és el segon single del grup de rock Thirty Seconds to Mars, de l'àlbum America.

## Posició a les llistes
| Llista (2018)              | Posició |
| -------------------------- | ------- |
| Ö3 Austria Top 40          | 53      |
| Ultratop                   | 20      |
| Alemanya                   | 78      |
| Canadà                     | 40      |
| Estats Units (alternative) | 11      |
| Estats Units (rock)        | 8       |
| Regne Unit (rock)          | 4       |